# Saint-Jean-de-Fos
Saint-Jean-de-Fos (okzitanisch Sant Joan de Fòrcs) ist ein südfranzösischer Ort und eine Gemeinde mit 1743 Einwohnern (Stand 1. Januar 2022) im Département Hérault in der Region Okzitanien.

## Lage
Das Runddorf (Circulade) Saint-Jean-de-Fos an der Flanke eines Hügels in einer Höhe von etwa 100 Metern ü. d. M. etwa 61 Kilometer (Fahrtstrecke) nordöstlich von Béziers und etwa 36 Kilometer nordwestlich von Montpellier. Der Fluss Hérault durchfließt das Gemeindegebiet von Norden nach Süden. Die historisch bedeutsamen Orte Aniane und Saint-Guilhem-le-Désert befinden sich im Umkreis von rund drei Kilometern.

## Bevölkerungsentwicklung
| Jahr      | 1968 | 1975 | 1982 | 1990 | 1999 | 2006 | 2019 |
| Einwohner | 939  | 861  | 905  | 1011 | 1160 | 1422 | 1727 |

Bereits in der ersten Hälfte des 19. Jahrhunderts schwankte die Einwohnerzahl der Gemeinde zwischen etwa 1350 und 1550; danach ist sie – bedingt durch die Reblauskrise und die fortschreitende Mechanisierung der Landwirtschaft – auf die Tiefststände der 1970er Jahre gesunken. Seit den 1990er Jahren ist ein konstantes Bevölkerungswachstum festzustellen, das wegen der relativen Nähe zur Großstadt Montpellier, der touristisch interessanten Umgebung und den auf dem Lande deutlich niedrigeren Immobilienpreisen immer noch anhält.

## Wirtschaft
In früheren Zeiten lebten die Bewohner des Ortes als weitgehende Selbstversorger von der Landwirtschaft, wobei neben Getreide auch Wein und Oliven angebaut wurden. Daneben betrieb man ein wenig Viehzucht (Schafe, Schweine, Hühner etc.). Im ausgehenden Mittelalter entwickelte sich der Ort zu einem bedeutenden Töpferei-Zentrum. Wie in vielen Orten des Languedoc dominierte im 19. Jahrhundert der Weinbau; die örtliche Winzergenossenschaft vermarktet den hier produzierten Wein über die Appellationen Languedoc, Pays d’Herault, Pays d’Oc und Saint-Guilhem-le-Désert. Wegen der Absatzkrise von französischem Wein wird jedoch nur noch auf etwa der Hälfte der landwirtschaftlichen Flächen Weinbau betrieben; auf der anderen Hälfte werden wieder Getreide (Weizen, Mais) und Sonnenblumen angebaut; auch die Kultivierung von Olivenbäumen ist von Bedeutung. Der Tourismus spielt seit den 1960er Jahren ebenfalls eine zunehmende Rolle für die Einnahmen der Bewohner und der Gemeindekasse.

## Geschichte
Der Name des alten Ortes Litenis wird im Jahr 804 erstmals erwähnt. Die bereits um das Jahr 1000 (vielleicht sogar noch früher) konstruierte Brücke (Pont du Diable) über die Schlucht des Hérault führte zur Verlegung des Ortes etwa zwei Kilometer nach Norden an den Ausgang der Hérault-Schlucht und beförderte die weitere Entwicklung des Ortes, der im Hochmittelalter in Form einer Circulade angelegt und befestigt wurde.

## Sehenswürdigkeiten

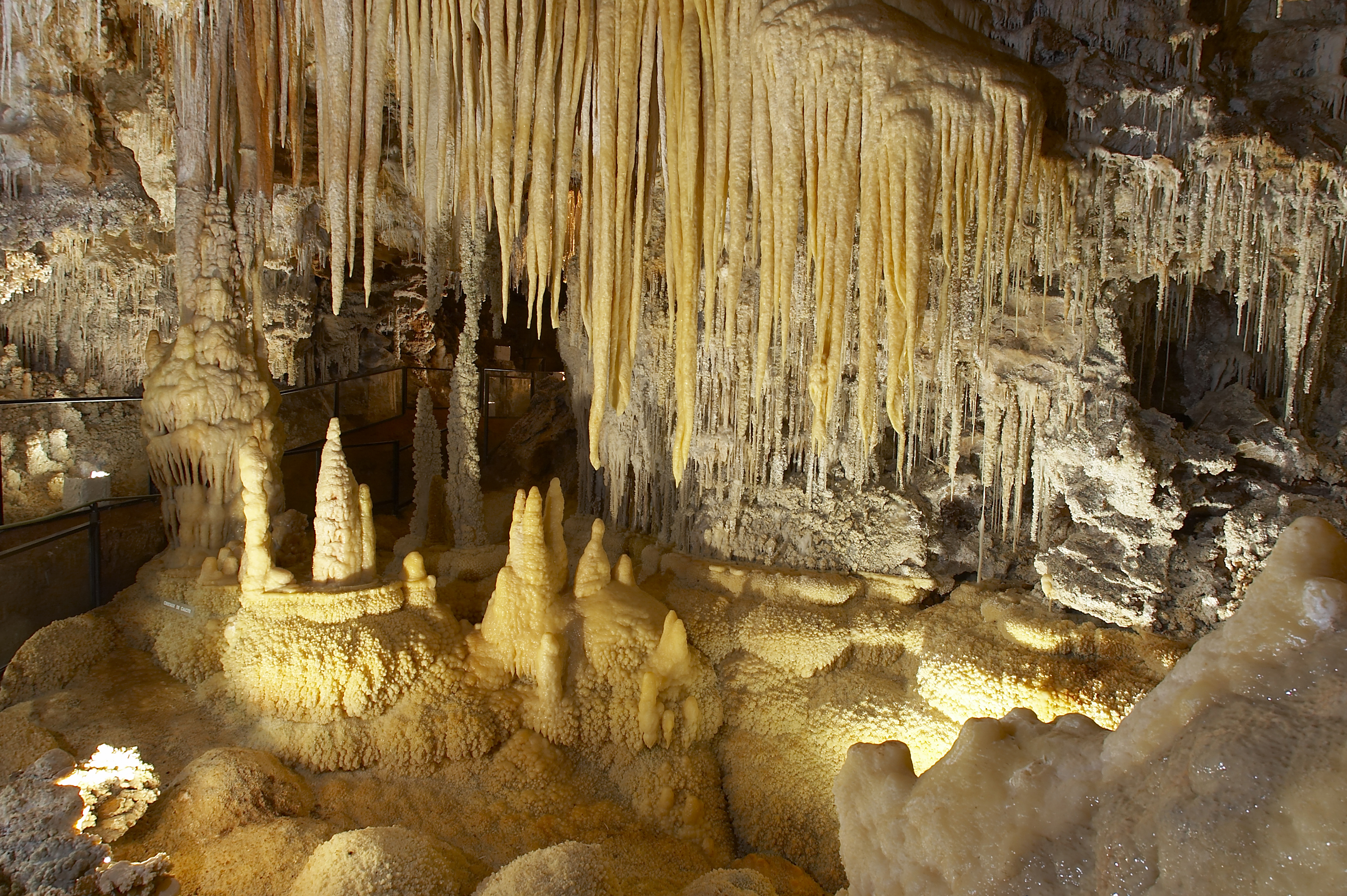
Grotte de Clamouse

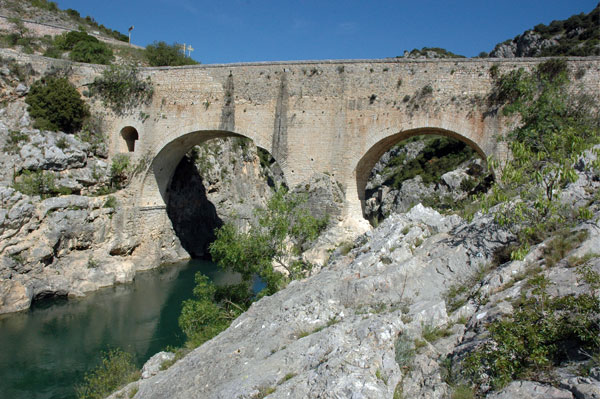
Pont du Diable

- Der alte Ortskern von Saint-Jean-de-Fos gehört zum Typus der Circulades – Runddörfer, die aus Verteidigungsgründen um einen Kern, bestehend aus einer Burg und/oder Kirche, herum angelegt wurden und deren äußere Häuserfront als Ersatz für eine kostspielige Stadtmauer diente.
- Die örtliche Pfarrkirche (Église Saint-Jean-Baptiste) wurde im 11. Jahrhundert erbaut; der wehrhafte Turm stammt aus dem 12. Jahrhundert. Im 16. Jahrhundert wurde das Kirchengebäude auf drei Schiffe erweitert; im Mittelschiff blieb das von Gurtbögen unterzogene romanische Tonnengewölbe erhalten, die Seitenschiffe wurden mit Rippengewölben versehen. Die Apsis zeigt eine einfache Kalottenwölbung. Der Kirchenbau ist seit dem Jahr 2013 als Monument historique anerkannt.
- Im Ort befinden sich ein Töpfereimuseum und das im Jahr 2005 als Monument historique anerkannte Atelier de potier Albe-Sabadel.[1]
- Nur etwa einen Kilometer nördlich des Ortes liegt – in nur geringer Entfernung zu den Gorges de l’Hérault – die Grotte de Clamouse, eine der imposantesten Tropfsteinhöhlen Frankreichs.
- Der nur etwa 250 Meter davon entfernt gelegene Pont du Diable wurde bereits im Jahr 873 erstmals erwähnt, danach jedoch immer wieder ausgebessert und verändert. Die Brücke war ein wichtiger Flussübergang auf einer Nebenstrecke des Pilgerwegs nach Santiago de Compostela. Seit dem Jahr 1932 ist sie für den Verkehr gesperrt und nur noch für Fußgänger begehbar. Im Jahr 1935 wurde die Brücke als Monument historique anerkannt.[2]
- Die kleine einschiffige romanische Kirche Saint-Géniès de Litenis befindet sich etwa zwei Kilometer südlich des Ortes. Hübsch ist das leicht aus der Südwand hervortretende und durch ein steiles Pultdach überhöhte Portal.